# Душанский, Нахман Ноахович
Нахман Ноахович (Николай Николаевич) Душанский (лит. Nachmanas Dušanskis, ивр. נחמן דושנסקי‎; 29 декабря 1919, Шяуляй, Литва — 16 февраля 2008, Хайфа, Израиль) — советский деятель госбезопасности, подполковник; сотрудник НКВД — НКГБ — МГБ — КГБ Литовской ССР. Принимал активное участие в ликвидации отрядов литовского вооружённого антисоветского националистического подполья — «лесных братьев». В 1945 году представлялся к званию Героя Советского Союза. В 1989 году репатриировался в Израиль. После получения Литвой независимости прокуратура Литовской республики обвинила его в военных преступлениях и пыталась привлечь к ответственности, но не добилась результатов.

## Происхождение и семья
Нахман Ноахович Душанский родился 29 декабря 1919 года в городе Шяуляй в Литве в еврейской семье потомственных военных, был одним из пятерых детей (братья Пейсах, Ицхак и Яков, сестра Рохл). Дед — Яков Душанский-Коган, из кантонистов, участник Крымской войны и обороны Севастополя, получил по указу российского императора право жить вне черты оседлости и право на земельный надел, поселился в Вильнюсе. Отец Ноах Душанский, участник Первой мировой войны, был отравлен в бою газами, попал в немецкий плен и вернулся домой инвалидом по зрению. После выселения еврейского населения из прифронтовой полосы в 1915 году семья оказалось в Шяуляе, где отец работал грузчиком-носильщиком на вокзале. Мать — Фрейдл, родом из бедной семьи.
Родители Нахмана погибли в начале Великой Отечественной войны: отец был убит литовскими полицаями в Шяуляйском гетто, мать после ликвидации гетто была отправлена в концлагерь Майданек и казнена там в газовой камере. Сестра Рохл и брат Пейсах были расстреляны литовскими полицаями при попытке уйти в советский тыл в июне 1941 года (убийц нашли только в 1949 году). Ещё один брат, Ицхак, находившийся в пионерлагере под Палангой в первые дни войны, погиб при невыясненных обстоятельствах. Выжил только брат Яков, который работал в госпитале на момент начала войны.
12 братьев отца Нахмана разъехались по разным странам, в том числе США и ЮАС. Душанский был женат на женщине по имени Тамара, которая училась на медицинском факультете. Тамары не стало в 1987 году, а в том же году в Израиль выехала единственная дочь Нахмана Ноаховича — Эсфира Минделене (лит. Esfyra Mindelienė) вместе со своим мужем.

## Ранние годы
Нахман с пяти лет учился в частном хедере, а затем в частной школе филантропа Френкеля, владельца кожевенного завода. Закончив шесть классов, с 13 лет пошёл работать на местный завод, чтобы прокормить семью. В 14 лет познакомился с подпольщиком Гринфельдом (впоследствии убитом на фронте) и вступил в подпольный комсомол Литвы. Участвовал в подпольной революционной деятельности, был ответственным за хранение и распространение нелегальной литературы (тайник находился в здании Центрального еврейского банка в Шяуляе).
В 1935 году Душанский был арестован по указанию начальника тайной полиции Аукштакалниса, который внедрил в коммунистическую организацию шпиона. Подвергся избиениям и пыткам, однако не выдал месторасположение тайника с коммунистической литературой и вскоре был выпущен из тюрьмы. В июне 1936 года, после выпуска листовки «Воззвание к народу Литвы», в которой осуждался жестокий приговор по делу о крестьянском восстании в Сувалкии, Нахман был снова арестован в составе группы из девяти человек. Его отправили в колонию для несовершеннолетних (до 17 лет) в Калнаберже, где он должен был находиться до достижения 17 лет, прежде чем официально предстать перед судом. Ещё семерых отдали сразу под трибунал. Первый тюремный срок Душанского длился с июня 1936 года по апрель 1937 года.
Позже Нахман официально предстал перед судом. Окружной военный суд во главе с полковником Леонасом приговорил его к шести годам тюремного заключения. Лидер группы Нехама Шпайте получила 15 лет тюрьмы, остальные из старшей группы — от 10 до 14 лет, несовершеннолетние получили по 6 лет тюрьмы. Душанский отбывал этот срок сначала в Шяуляйской тюрьме, а потом в новой политической тюрьме в Расейняй. В заключении он находился с апреля 1937 по июнь 1940 годов. В 1938 году в тюрьме был принят в Компартию решением подпольного комитета, руководителями которого были бывшие офицеры армии Мацкевичюс и Годляускас, а также инженер Любецкис. О существовании комитета знало начальство, но не стремилось обострять ситуацию, поэтому провокаторов среди заключённых почти не было (кроме сторонников нацистской партии из Клайпеды). Во время заключения Нахман получал от соратников по партии экземпляры советских газет на русском языке, сумел в тюрьме закончить заочно восемь классов средней школы и даже прочёл в оригинале «Майн Кампф».

## Присоединение Литвы к СССР
Ещё в начале сентября 1939 года в тюремной камере Душанского появился радиоприёмник, по которому он узнавал все новости о начавшейся войне (в том числе и о разгроме Польши). 19 июня 1940 года он был освобождён новым правительством Литвы и был торжественно принят в МОПР Каунаса, после чего уехал в Шяуляй работать. В августе того же года был призван в Красную Армию. Как бывший подпольщик и коммунист, Нахман был рекомендован начальником отдела НКВД в Шяуляе Мацевичюсом в те же войска НКВД, однако отказался и был направлен в пограничные войска — в оперативную часть уездного отдела НКГБ в Тельшяй, на должность помощника оперуполномоченного НКВД в звании лейтенанта. Душанский лично участвовал в пресечении попыток перехода границы немецкими агентами и литовскими националистами из Литовского фронта активистов (ЛАФ): в течение весны 1941 года отделом было арестовано свыше 40 вооружённых агентов Третьего рейха, причём во многих случаях агенты отстреливались. Однако во многих случаях шпионам удавалось незамеченными перейти границу, и их арестовывали уже в городах. Большую помощь оказала супруга начальника территориального отдела разведки Литовской Республики Якиса, сбежавшего в Третий рейх после присоединения Литвы к СССР: она сообщала всю информацию о лазутчиках и диверсантах.
Согласно интервью Григорию Койфману, в апреле 1941 года Душанский обнаружил у арестованного члена ЛАФ пачку листовок, на которой значилось указание «вскрыть 22 июня 1941 года» — в день нападения Германии на СССР. Все листовки были подписаны подписаны генералом Стасисом Раштикисом, которого гитлеровцы собирались назначить премьер-министром марионеточного государства (после отказа от этих планов немцы посадили Раштикиса под домашний арест). В текстах, по словам Душанского, присутствовали 12 пунктов призыва к вооружённому восстанию литовцев против СССР, среди которых были не только призывы оказать помощь германской армии после её вторжения в СССР, но и расправиться с еврейским населением Литвы. В частности, Нахман Ноахович утверждал, что активисты ЛАФ собирались отменить постановление великого князя литовского Витовта о приглашении евреев на поселение в ВКЛ и записать всех сотрудничавших с советскими властями в списки предателей — избавиться от «клейма» предательства человек мог, только если убил бы еврея.
На протяжении всей весны 1941 года органы НКГБ СССР проводили аресты жителей Литвы, подозревавшихся в антисоветской деятельности: у ряда задержанных были найдены листовки с антисоветскими воззваниями. Душанский утверждал, что видоизменённые тексты литовских листовок, содержащих антисемитские выпады, использовала «Хезболла» в своей пропаганде. Согласно официальным заявлениям литовских властей, Душанский был причастен к массовым депортациям литовцев, состоявшихся в июне 1941 года, хотя в это время находился на отдыхе в ялтинском санатории «Ореанда», куда были направлены около 500 сотрудников НКГБ. Сам Нахман Ноахович говорил, что принятое Москвой решение о депортации поставило «жирную чёрную точку» в лояльности большинства литовских жителей, даже нейтрально относившихся к советской власти; это решение не смогли оспорить даже местные партийные органы. Сам он отвергал своё участие в каких-либо депортациях.

## Военные годы

### Начало войны
18 июня 1941 года Душанский, находившийся в отпуске в Крыму, получил распоряжение вернуться к службе. 21 июня он поездом прибыл в Минск и в час ночи направился поездом в Ригу, но по пути через Шяуляй стал свидетелем начала Великой Отечественной войны: немцы сбросили бомбы на аэродром Зокняй, где размещались истребители, и Душанский попал под налёт. Отец приказал Нахману немедленно отправляться в расположение воинских частей, и тот направился поездом в сторону Тельшая. Семью пытались эвакуировать, однако сообщения о вторжении кто-то расценил как ложную тревогу и попытку посеять панику, вследствие чего эвакуация партактива и гражданских лиц была отменена, а начальника городского отдела НКВД Мацевичюса, требовавшего организовать эвакуацию, сняли с должности.
С группой пограничников Душанский отступал по маршруту Тришкяй — Валга — Псков — Дно — Ленинград. Когда у Тришкяя его поезд был разбомблен, Душанский открыл секретный мобилизационный пакет, составленный ещё за месяц до начала войны заместителем начальника отдела Морозовым. В пакете указывалась точка сбора для сотрудников на случай начала войны. Вечером 22 июня выжившие работники НКВД и пограничники двинулись в сторону Латвийской ССР, города Валга, ведя бои против немецких войск. В течение первых 10 дней группа пограничников уничтожила несколько групп немецких десантников. 2 июля группа, усиленная другими командирами и бойцами, вышла к Пскову, сохранив все свои документы: к тому моменту Нахман был ранен осколком в ногу, но справку выписывать отказался, чтобы не быть признанным негодным к строевой службе. Душанский покинул со своими бойцами Псков в день захвата его гитлеровцами (Псков был захвачен 9 июля 1941 года) и добрался до станции Дно, откуда прибыл поездом в Ленинград.
Группа Душанского, будучи в окровавленной военной форме, собрала много трофейного немецкого оружия: тяжелораненых оставили в госпитале, а здоровых направили в Молотов. 210 бывших сотрудников НКВД из прибалтийских республик были разделены на три группы.

### Обучение в спецшколе НКВД
Во второй половине октября 1941 года все три спецгруппы НКВД были направлены в Москву. По сообщению командира, полковника Железнякова и бывшего «латышского стрелка», Сталин назначил прибалтийские спецгруппы НКВД ответственными за охрану правительственных объектов Москвы. На некоторое время поезд с сотрудниками был задержан в Уфе в связи с появившимися слухами об эвакуации правительства в Куйбышев. Командиром группы Душанского был назначен Пятрас Расланас. Служба продолжалась до 8 ноября 1941 года, когда бойцов отправили в Центральную школу НКВД и объявили об их отправке на тыловые работы. Зимой 1941 года, по словам Душанского, его спецгруппа рубила дрова для отопления ведомственных и правительственных зданий.
Весной 1942 года они вернулись в школу НКВД, где начались специальные занятия: среди преподавателей были руководитель КПГ Вильгельм Пик и сын Якова Свердлова Андрей, а также многие пленные офицеры вермахта, перешедшие на советскую сторону. Часть курсантов была направлена в Центральный штаб партизанского движения, а Душанский с группой других остался при разведуправлении. Группу курсантов позже направили в немецкий тыл для развёртывания партизанской и агентурной деятельности, и Душанский в этот состав группы не попал. Согласно базе данных «Эвакуированные в Молотовской области. 1941—1945 гг.», сам Душанский числился эвакуированным в Ленинский райком ВКП(б) по городу Молотову (дата отправки учётной карточки — 27 октября 1942 года). Осенью 1942 года после реорганизации все оперативные группы были временно переподчинены республиканским партизанским штабам, а летом 1943 года закончился полный курс ускоренного обучения.
В школе НКВД готовились «территориальные специальные группы НКВД для работы на освобождённых территориях» в разных республиках, которые должны были бороться против немецких диверсантов и выявлять коллаборационистов всякого рода. Сотрудники узнали полностью структуру вермахта, гестапо, абвера и полицейских частей, а также все детали быта и снабжения немецких солдат. Помимо этого, солдаты были обучены приёмам боевого самбо, обезвреживанию взрывчатых веществ и установке мин, стрельбе из разных видов оружия и ножевому бою, организации засад и поисков, маскировке, взятию «языков» и преодолению эшелонированной обороны противника. Занятия велись на русском, что осложняло дело, поскольку русским языком свободно владели не все (в том числе и Душанский). С осени 1943 года и до начала операции «Багратион» прибалтийские спецгруппы НКГБ стали использоваться как войсковые разведчики. В январе 1943 года Душанскому было присвоено специальное звание младшего лейтенанта госбезопасности (приравнено к армейскому званию «старший лейтенант»), а в 1945 году он уже был капитаном, поскольку специальные звания для офицеров госбезопасности были отменены.

### Операции против немецких частей
Нахман Душанский руководил литовской спецгруппой из 12 человек (среди них упоминались Стасис Скокаускас, Гилелис Блохас, Иван Антоновас), которая взяла в плен 11 офицеров на вражеской территории по заданиям 1-го Прибалтийского фронта, не потеряв в тылу никого из сотрудников. По словам Душанского, никто из пленных не пытался привлечь к себе внимание или сбежать. Летом 1943 года он начал участие во фронтовых разведоперациях под Смоленском и в БССР. После взятия Смоленска его группа получила приказ найти и доставить живыми (или уничтожить) как можно больше руководителей полицейских частей и верхушку немецкой военной администрации, причастной к расправам над мирными жителями. Помощь спецгруппе НКГБ оказывали партизаны. Серия таких операций прошла в Хиславичах, Любавичах и ещё нескольких местах. Так, в Любавичах были захвачены комендант, бургомистр и начальник полиции Жарыхин, который руководил карательными рейдами против партизан. По приговору председателя военно-полевого трибунала Якоби, полицая Жарыхина приговорили к повешению, однако в момент приведения приговора в исполнение верёвка лопнула, и судья решил заменить смертную казнь 25 годами лишения свободы и ссылкой в один из сибирских ИТЛ. Местные жители возмутились и сами казнили Жарыхина на глазах у военно-полевого трибунала.
Весной 1944 года несколько сотрудников НКГБ как уполномоченные СМЕРШ занимались сопровождением санитарных эшелонов, проверяя, кто ехал в тыл. В РККА шёл призыв с освобождённых территорий, но среди призывников были многочисленные бывшие коллаборационисты, которые попали в армию через полевые военкоматы и под фиктивными именами попадали в армию. Многие из них погибали в бою или же ехали в санитарных поездах в тыловые госпиталя. Так, один из офицеров литовской спецгруппы НКГБ обнаружил сразу трёх полицаев из Украинской вспомогательной полиции, которых и сумел отправить под трибунал. На третий день после освобождения Минска все три спецгруппы НКГБ в последний раз встретились, договорившись об окончательном разделении и продолжении службы на территории своей республики. Личный состав литовской спецгруппы был пополнен до 120 человек, и она тут же получила задание от первого секретаря ЦК КП Литовской ССР Снечкуса первой войти в Вильнюс и не дать Армии Крайовой и польскому эмигрантскому правительству повода для предъявления территориальных претензий.
Штурмовая группа под командованием Пятраса Расланаса, вооружённая ручными пулемётами, отправилась на нескольких «студекбеккерах» в Вильнюс, Душанскому дали под командование взвод. По ходу встречи группа вынуждена была изменить маршрут, так как перед ней действовали подчинённые Павла Судоплатова, и направилась через Гродненский тракт, в сторону Бутримониса. Группа захватила ключевые точки перед Вильнюсом, борясь против мелких немецких групп и польских партизан Армии Крайовой, и дала знак советским частям вводить войска в Вильнюс. На помощь Душанскому пришёл еврейский партизанский отряд, который помог группе взять Президиум Верховного Совета Литвы и гору Гедиминаса, причём в ходе боёв за гору НКВД выбило оттуда силы поляков из Армии Крайовой. Пленных поляков, по словам Душанского, раздели до трусов и насильно отправили домой. Советских солдат радостно встретили несколько десятков вильнюсских цыган, переживших немецкую оккупацию.
Группа НКГБ участвовала во вступлении в Каунас, откуда немцы ушли оттуда без боя. Первым в город вошёл спецотряд литовского НКГБ под командованием полковника Воронцова. В Каунасе сотрудникам НКГБ необходимо было захватить генерала войск СС Карла Егера и начальника полиции генерала Люциана Высоцкого, однако оба уехали на машине под охраной в сторону Кёнигсберга ещё за три часа до появления спецгруппы НКГБ. Бойцы тем временем захватили здание гестапо и немецкой разведшколы, где были захвачены важные документы, которые немцы не успели сжечь. На рассвете Душанский добрался до Вильямполя, где находилось каунасское гетто, и встретился с выжившими. 17 человек во главе с Гитель Вайсман-Березницкой встретились с отрядом Душанского, который передал им еду, обувь и одежду. Душанский обнаружил массовые захоронения в Девятом Форте и после этого принял решение довести дело по поимке полицаев и карателей до самого конца.
За свои успехи группа получала регулярные награды в виде американских консервов и нескольких бутылок водки. Сам Душанский был отмечен орденами Отечественной войны I (1945 год) и II степеней (1947 год), а также медалью «За отвагу» (1946 год). Согласно показаниям бывшей кадровой оперативной работницы МГБ Литвы в 1940-х годах, в Управлении отдела кадров МГБ хранилось дело, в котором была копия представления трёх бойцов группы — Душанского, Шимкуса и Стаскявичуса — к званиям Героя Советского Союза, к ордену Ленина и к ордену Красного Знамени соответственно. В наградном листе упоминались все 11 пленных немецких офицеров, взятых группой Душанского, однако дело затерялось, и в итоге сослуживец Душанского Шимкус был награждён только орденом Боевого Красного Знамени, а Стаскявичюс — орденом Красной Звезды. По словам старших товарищей, Поскрёбышев забраковал это представление, и только в 1967 году по наградному листу Душанский был награждён орденом Ленина с личным поздравлением от председателя КГБ Ю. В. Андропова. Представление Душанского к званию Героя датировалось 1945 годом.

## Послевоенные годы

### Мероприятия против «лесных братьев»
1 августа 1944 года, после освобождения Литвы от немцев Нахман Душанский был направлен в Каунасское управление МГБ Литовской ССР в 5-й отдел, в Отделение по борьбе с бандитизмом (главное подразделение 5-го отдела). В составе отдела были 32 офицера, которые занимались выявлением и поимкой лиц, с немецкой оккупационной администрацией и участвовавших в военных преступлениях, а также ликвидацией членов антисоветского вооружённого подполья (в том числе и заброшенных на территорию СССР западными спецслужбами), собирательным названием которого было «лесные братья». Известно, что многие из «лесных братьев» во время Июньского восстания участвовали в нападениях на отступавшие части РККА, а после оккупации немцами Литвы занялись расправами как над сторонниками советской власти, так и над оставшимися на территории Литвы евреями.
Начальниками 5-го отдела при Каунасском управлении МГБ были последовательно Мартавичус и Олейник, а отделом по борьбе с бандитизмом руководил Беркович, преемником которого Душанский и был назначен. В отделении была спецгруппа из 7 человек. Ядро отделения по борьбе с бандитизмом составляли коммунисты и подпольщики, работавшие с 1940 года в НКВД ЛССР — среди них были литовцы, русские, евреи и даже один татарин, старший лейтенант Николай Танчурин (уволен из органов МГБ за расхищение средств, выделенных на борьбу против агентуры). В отделении служили опытные боевые офицеры и разведчики. Среди редких подпольщиков без опыта был портной Моченис, которого однажды Душанский спас в бою у Швенчёниса, убив двух «лесных братьев», которые чуть не выстрелили в спину Моченису.
В мае 1945 года отдел Душанского задержал банду из семи военнослужащих, которая была причастна к убийству литовской семьи недалеко от Девятого Форта и разбойному нападению: они ограбили их дом, забрав оттуда кусок атласной скатерти «на память». Его отдел активно расследовал деятельность 12-го (2-го литовского) батальона шуцманшафта, командиром которого во время войны был Антанас Импулявичюс, скрывшийся в США. В 1949 году Душанский получил письмо от каунасского немца Фишера, работавшего на Штази: тот обнаружил архивные документы гестапо о литовских полицаях и вознаграждениях, которые они получали за убийства партизан и мирных жителей. Душанский, сняв с литовских документов фотокопии и сопоставив их с информацией из архива Фишера, получил полную доказательную базу совершения членами шуцманшафта преступлений против мирного населения в годы войны. Часть показаний о том, кто получал вознаграждения за убийства мирных жителей, Душанскому предоставил Йонас Баршкетис (агент МГБ под псевдонимом «Примас»), работавший директором буфета каунасского гестапо и записывавший в дневнике все подслушанные им разговоры.
Среди задержанных отделом Душанского были такие лица, как начальник стройотдела горисполкома Шяуляя по фамилии Стасис, который убил семью Калмана Лурье. На основании показаний самого Лурье и его соседей Душанский и чекист Йонас Матулайтис, сидевший с Душанским в одной камере литовский тюрьмы, задержали Стасиса, который признался в убийстве и указал место расправы. По наводке «Примаса» Душанским был арестован и лютеранский пастор Йодас Чернаускас, участвовавший в массовом убийстве каунасских евреев с 23 по 25 июня 1941 года, в ликвидации Минского гетто и расстрелах белорусских партизан (Чернаускаса, сменившего фамилию на Шварц, арестовали в горэнергоуправлении Швенчёниса). В 1949 году Душанский вместе с Матулайтисом задержали связного «лесных братьев» по кличке «Витаутас», показания которого позволили арестовать группу полицаев во главе с майором Сметоной. Обнаружив архив Шяуляйского горкома партии, Нахман Ноахович установил причастность банды Сметоны к убийству своей сестры и своего брата: Сметона был приговорён к расстрелу.

### Иная деятельность Душанского
Несколько раз Душанский вынужден был заступаться за литовских евреев, которым грозила статья 58 УК РСФСР. В ноябре 1945 года он сумел спасти от суда 57 каунасских евреев, которые собирались попасть в Палестину через Польшу в канун католического праздника поминания «Велина»: их выдал водитель-литовец. С подачи полковника юстиции, прокурора по Литве от Западного пограничного округа Ивана Южного, и его зама майора Шмонова, 11 мужчинам предъявили обвинения в «нахождении без разрешения в приграничной зоне» (статья 74 УК РСФСР), все получили по полгода тюрьмы. Согласно исследователю Абрахаму (Абе) Ларве, в том году на польско-советской границе (на участке Литовской ССР) три грузовика были остановлены советскими пограничными частями, но в этом случае имела место перестрелка, в ходе которой погибла Двора Бод — узница Шяуляйского гетто. Душанский при этом прилагал все усилия, чтобы добиться освобождения задержанных еврейских мужчин.
Летом 1945 года во время послевоенных депортаций немцев в Красноярский край Нахман вынужден был спасать подругу жены, немку по матери, которую пытались депортировать. Ему предлагали самому уехать в Палестину, но Душанский отказался, продолжая тайно помогать еврейским гражданам СССР. Один из репатриированных, Шауль Рабинович, отправил западным властям информацию Душанского по разыскиваемому генералу СС Карлу Егеру, которая привела к осуждению последнего как военного преступника. Будучи начальником Каунасского управления МГБ Литовской ССР, Душанский вёл дело о подпольной организации в гимназии «Аушра», в которой учились будущий председатель Сейма Литовской Республики Витаутас Ландсбергис-младший и его друг детства Алоизас Сакалас. Сакалас изготавливал и распространял антисоветские листовки, привлекая к этому одноклассников, за что был арестован в 1949 году и получил тюремный срок. Сам Сакалас утверждал, что в ходе расследования были допрошены все, кроме Ландсбергиса-младшего, и назвал это слишком подозрительным, а уже после своего освобождения заподозрил своего друга в сотрудничестве со спецслужбами.
В 1953—1954 годах он был заместителем начальника 3-го отдела 4-го управления МВД Литовской ССР, в 1954—1960 годах — заместителем начальника 2-го отдела 4-го управления КГБ Литовской ССР. Получил звание подполковника в 1956 году. В 1960 году назначен на должность начальника 1-го подотдела 2-го отдела 2-го управления КГБ Литовской ССР, в этом управлении работал до 1967 года. Окончил в 1964 году юридический факультет Вильнюсского университета. С июля 1966 по сентябрь 1967 года занимал пост заместителя начальника 2-го отдела 2-го управления КГБ Литовской ССР. С оперативной работы, по собственным словам, Душанский ушёл после осознания того, что он сделал всё возможное, чтобы найти всех оставшихся на свободе военных преступников; после ухода он занялся документацией и учётом в отделе по розыску военных преступников.

## Поимка трёх лидеров «лесных братьев»
Нахман Душанский участвовал в разработке операций по поимке трёх особо опасных руководителей «лесных братьев» — Юозаса «Даумантаса» Лукши, Йонаса «Витаутаса» Жямайтиса и Адольфаса «Ванагаса» Раманаускаса. По его словам, эти три человека были лично смелыми, которые «фанатично верили в правоту своего дела» и готовы были умереть за свои идеал, однако их путь был залит «реками еврейской, литовской и русской крови», и игнорировать этот факт общество не могло.

### Юозас Лукша
На встрече литовской молодёжи с Ильёй Эренбургом, состоявшейся сразу после освобождения Литвы от немцев, присутствовал Лукша. Его опознали как участника массового убийства евреев в Каунасе в центральном гараже «Летукис»: предполагается, что он лично обезглавил местного раввина Шломо-Залмана Оссовского. Однако подозреваемый в тот же день сумел скрыться от органов, продолжив свою подпольную деятельность до 1947 года. Было известно, что жертвами группы Лукши становились не только военнослужащие, милиционеры и чекисты, но и простые жители — одним из убитых был лесник, который в войну укрывал у себя 10 беглецов из Каунасского гетто, пряча их от полицаев. Сам Лукша решил выбраться через польскую границу на запад: на границе группа Крикшунаса численностью от 5 до 7 человек почти в полном составе была перебита, однако Лукша спасся, бежав в Стокгольм, а затем перебравшись в США, где обучался год в разведшколе. Осенью 1949 года его забросили через Лондон при участии британских спецслужб: разведка перехватила письмо Лукши своей подруге Регине Будрекайте, которое предварительно припрятал в тайнике сотрудник американского посольства. Группа высадилась успешно, но другую прикрывавшую его группу бойцов во главе с неким Ширвисом перехватили чекисты: двое нападавших были взяты живыми, один был убит. Ширвис согласился сотрудничать и выдал связного Мощинскаса, который использовался парашютистами Лукши "втёмную"я.
Группа сотрудников госбезопасности под видом «американского десанта» вышла на группу Лукши: ему предложили встретиться в Гарляве (12 км от Каунаса) с «отрядом Ширвиса», под именем которого действовала другая группа МГБ, и представителями некоего каунасского подполья. Заместитель министра госбезопасности генерал Евгений Питовранов приказал Лукшу взять живым любой ценой, чтобы предъявить его ООН как доказательство действий американских и британских спецслужб против СССР. Проводника, агента Хайнаускаса по кличке «Йонукас» инструктировал сам Питовранов, обещая тому звание Героя Советского Союза, а в деревне Пабартупис было решено подготовить засаду. Однако «Йонукас» по пути неожиданно застрелил Лукшу: позже на допросах он утверждал, что тот якобы вытаскивал гранату. Остатки группы (около 20 человек) были ликвидированы отделом Душанского. Сам Нахман Ноахович утверждал, что в ликвидации Лукши не было никакой его заслуги, и расценивал его убийство как провал в связи с тем, что литовца нужно было взять исключительно живым. По его словам, операцией в последний момент вместо местных органов госбезопасности занялись «москвичи».

### Йонас Жямайтис
Жямайтис был захвачен в лесном бункере в Расейняйском лесу группой Душанского и «выкурен» химической гранатой, а выдал его местонахождение один из людей Жямайтиса, которому «Витаутас» особо доверял. По словам Нахмана Ноаховича, начальством был дан прямой приказ взять литовца живым. Дело арестованного вёл следователь Григорий Линев, при допросах присутствовал Душанский: тогда же и стали известны подробности об убийствах детей в Шяуляйском гетто. Позже арестованного доставили в Москву, забрав его дело у республиканских органов. В Москве с Жямайтисом трижды беседовал Лаврентий Берия, который пытался убедить своего собеседника дать признательные показания и публично раскаяться за свою деятельность, обещая даже должность заместителя председателя Совета Министров Литовской ССР по национальным вопросам. Душанский не имел понятия, из каких соображений Берия мог сделать такое предложение. Результаты допроса остались неизвестными, поскольку после смерти Сталина Берия сам был арестован, а Жямайтис отказался сотрудничать со следствием, замкнувшись, и вскоре и был расстрелян.

### Адольфас Раманаускас
Раманаускас, по словам Душанского, был причастен к массовым убийствам поляков и евреев, хотя литовское правительство отвергает эти обвинения. Он скрывался до 1955 года в Южной Литве, действуя в партизанском округе «Дайнава» и став заместителем Жямайтиса в ЛЛКС. По словам Душанского, Раманаускас был одним из тех лидеров литовских националистов, которые из принципа не собирались идти на компромиссы с советской властью и тем более выступать с обращениями к своим подчинённым с призывом сложить оружие и сдаться. Согласно агентурным данным, Раманаускас прятался в одном из бункеров в лесах Литвы, но не уточняли, где именно.
Согласно выписке из плана агентурно-оперативных мероприятий по усилению борьбы против партизан-националистов в Литовской ССР от 31 декабря 1955 года, занимавшему пост заместителя начальника отдела 4-го Управления КГБ при СМ Литовской ССР Душанскому поручили работу с рядом агентов, которые могли помочь раскрыть эту тайну — «Тадас» (студент 4 курса Вильнюсского пединститута, завербованный в ноябре 1955 года), «Жиномас» (выходец из Каунаса, имел родственные связи с лицами, укрывавшими Раманаускаса) и «Георгин» (бывший боец партизанского округа «Дайнава»). Душанскому и первому заместителю председателя КГБ при СМ Литовской ССР Я. Ф. Синицыну поручалось ещё и руководство агентом «Вацисом», который по заданию литовских чекистов создал вымышленную группировку в Преняйском районе республики, благодаря чему были разгромлены ряд реально существовавших группировок.
Раскрыть местонахождение Раманаускаса помог случай, когда диверсионная группа Юозаса Лукши, сброшенная на парашютах на советскую территорию, привезла огромную сумму в долларах США Раманаускасу. МГБ Литовской ССР взял под наблюдение пункты обмена валют, надеясь поймать лидера националистов на обмене гипотетическом долларов. Развязка наступила в дни восстания в Венгрии: 12 октября 1956 года сотрудники МГБ арестовали Адольфаса Раманаускаса вместе с женой Бируте, двумя телохранителями, дочерью и тёщей на выходе из квартиры осведомителя МГБ. В допросе Раманаускаса участвовали двое подчинённых Душанского, Гилелис Блохас и Николай Шабалдин. Согласно заявлению историка Арвидаса Анашаускаса, в ходе допросов применялись пытки. Раманаускаса судили в Минске, признав виновным и приговорив к расстрелу: приговор привели в исполнение 29 ноября 1957 года. Его жена Бируте Мажейкайте-Раманаускене (лит. Birutė Mažeikaitė-Ramanauskienė) получила пять лет за незаконное хранение оружия, а дочь и тёща были освобождены и получили разрешение остаться в Каунасе.

## Завершение службы и уход на пенсию
В 1967—1971 годах занимал должность заместителя начальника новообразованного 5-го отдела КГБ Литовской ССР. 20 августа 1971 года официально вышел в отставку в звании подполковника. По состоянию на 1988 год работал инженером в вычислительном центре Статистического комитета Литовской ССР, а в 1989 году репатриировался в Израиль. Разрешение на выезд подписал 23 января 1989 года председатель КГБ Литовской ССР генерал-майор Эдуардас Эйсмунтас на основании того, что информация, которая была известна Душанскому об органах госбезопасности, секретной более не являлась. Литовские евреи-эмигранты встречали Душанского как героя: некоторым из них он помог уйти после войны на Запад с помощью сионистской еврейской организации «Бриха». Историк Дов Левин сообщал, что многие из заметок и статей Нахмана Ноаховича (в том числе воспоминаний) были опубликованы в израильских газетах. По словам Абрахама Ларве, Душанский принимал участие в разных памятных мероприятиях.

## Преследование в Литве

### Обвинения
В 1996 году генеральная прокуратура Литвы возбудила против Душанского уголовное дело по обвинению в геноциде. Ему инкриминировались репрессии против литовских антисоветских партизан — пытки и убийства «лесных братьев» (в частности, участие в расстреле в Райняйском лесу (24 — 25 июня 1941 года) и убийство одного из последних «лесных братьев» Антанаса Крауялиса в 1965 году), клеветнические заявления против них (в том числе в адрес Юозаса Лукши, обвинявшегося в участии в Холокосте) и депортации нескольких литовских семей в Сибирь в послевоенные годы. В частности, прокуратура обвиняла Душанского в депортации проживавшей в Тяльшяе еврейской семьи с малолетними детьми.
11 ноября 1988 года состоялся первый и единственный допрос Душанского в КГБ Литовской ССР по делу о расстреле в Райняйском лесу. Он заявил, что, будучи сотрудником Тельшяйского уездного отдела НКВД — НКГБ, не возбуждал никакие дела, не проводил предварительные допросы, не арестовывал местных жителей и не подписывал какие-либо документы об аресте, а также не находился на месте преступления в день расстрела. Однако, по словам историка Арвидаса Анушаускаса, подписи Душанского были в документах об аресте некоторых лиц, которые были вскоре убиты в Райняе — в частности, это были Болесловас Каволис, Зенонас Шакенис и Бронюс Крижинаускас. Позже Душанский признал, что подписывал распоряжение об аресте, но не смог вспомнить имя арестанта. Три дня спустя бывший начальник Тельшяйского отдела НКВД — НКГБ Мечисловас Тауринскас на допросе сказал, что виделся с Душанским в начале войны, но не помнил обстоятельств; при этом ещё раньше Тауринскас приводил слова Душанского о якобы причастности СМЕРШ к расстрелам. 9 декабря 1988 года на очной ставке Душанский заявил, что лишь пересказал слухи, которые ему сообщил Пятрас Расланас.
Больше Душанского республиканские органы госбезопасности не допрашивали, а затем официально разрешили ему выехать в Израиль. По словам генерал-майора КГБ Эдуардаса Эйсмунтаса, разрешение было подписано в связи с тем, что знания Душанского об органах государственной безопасности уже не представляли собой государственную тайну; к тому же Душанского избавили от возможных вызовов в суд в качестве свидетеля. По словам Эфраима Зуроффа, Душанский после переезда в Израиль обсуждал с ним тему своего уголовного преследования и заявил, что не находился в Райняйском лесу в день убийств, поскольку уехал в другой город.

### Попытки экстрадиции
По факту расстрела в Райняйском лесу правительство независимой Литвы официально обратилось к Израилю за юридической помощью. Генеральный прокурор Литвы Казис Педнича направил в Израиль запрос об экстрадиции двух сотрудников КГБ, которым официально предъявили обвинения в репрессиях против литовских националистов — Нахмана Душанского и Семёна Беркиса-Буркова. По словам Зуроффа, выдвижение требований литовскими властями было ответом на требования многочисленных международных еврейских организаций ускорить рассмотрение дел по факту преступлений Холокоста и вынесение приговоров подозреваемым в совершении этих преступлений. Зурофф отмечал, что запросу об экстрадиции Душанского предшествовала большая кампания литовских властей по реабилитации литовских националистов, которая привела ещё и к росту антисемитских выступлений в Литве (в том числе к увеличению случаев осквернения еврейских кладбищ).

### Реакция в Израиле и отказ
С целью разобраться в ситуации была созвана группа экспертов, в которую вошли сам Эфраим Зурофф, историк Дов Левин и представитель евреев Литвы в Израиле Иосиф Меламед. В ходе обсуждения эксперты пришли к выводу, что подобная просьба о юридической помощи могла быть продиктована антисемитизмом, что позволяло им в соответствии с законодательством отказать в запросе литовским властям. В течение 1999 года Генеральная прокуратура Литвы дважды обращалась в министерство юстиции Израиля с просьбой позволить допросить Душанского как свидетеля, но Министерство юстиции Израиля оба раза отказало литовцам. 23 декабря 1999 года министр внутренних дел Израиля Натан Щаранский, комментируя требование Литвы выдать Душанского и Беркиса-Буркова, заявил, что законы Израиля не позволяют выдавать израильских граждан другим странам, а 2 февраля 2000 года от главы международного департамента Министерства юстиции Ирит Каан поступило официальное обоснование отказа в разрешении допросить Душанского.
Согласно официальной позиции Израиля, показания ряда свидетелей и историков гласили, что Душанский не мог иметь никакого отношения к упомянутым литовцами действиям, так как находился в это время совершенно в другом месте. Израиль отметил, что в Литве проживали 25 находившихся на пенсии офицеров НКГБ — МГБ — КГБ, против которых литовские власти не выдвигали обвинения, несмотря на то, что они были сослуживцами Душанского. Отказ соответствовал некоторым положениям израильского Закона о юридической помощи, которые не только позволяли министру юстиции отклонять любые иностранные запросы об экстрадиции, но и наделяли Закон силой, имевшей преимущество над любыми международными соглашениями об экстрадиции. Считалось, что это стал первый случай, когда с помощью Закона было отказано в экстрадиции гражданина Израиля иностранному государству. К тому моменту истёк и срок давности по уголовному делу, составлявший по законам Израиля 20 лет.

### Последующие действия Литвы
Сам факт подобного обращения со стороны Литвы вызвал массовое возмущение среди историков: действия литовцев они рассматривали не только как попытку переписать историю и обелить преступников Холокоста, но и как месть Израилю за попытки воспрепятствовать этому. Директор центра Симона Визенталя Эфраим Зурофф назвал запрос литовцев «дерзким», считая, что в нём присутствовала антисемитская составляющая, и этого показалось достаточно израильским властям, чтобы отклонить запрос Литвы. Доктор Еврейского университета в Иерусалиме Дов Левин назвал требования со стороны Литвы «презренным поступком». Газета «Хаарец» в 2001 году, комментируя реакцию литовских властей на отклонённые запросы в выдаче Душанского, приводила общую позицию израильских историков, согласно которой в действиях Душанского против лиц, причастных к преступлениям Холокоста, отсутствовал состав преступления. В то же время заместитель генерального прокурора Литвы Кестутис Бетингис, выступая в 2001 году с докладом перед Сеймом Литвы, назвал отказ Израиля «странным».
28 сентября 2001 года в Вильнюсском участковом суде прокуратура заочно предъявила Душанскому обвинения по 9 эпизодам в организации и личном участии в акциях против литовских националистов и преступлениях против мирных жителей, а суд заочно арестовал Душанского. В октябре того же года литовская Генеральная прокуратура снова обратилась к Израилю с просьбой выдать Душанского, а в случае отказа выдачи — возбудить против него уголовное дело, но снова потерпела неудачу. В конце июня 2002 года министр юстиции Израиля Меир Шитрит направил генеральному прокурору Литвы Антанасу Климавичюсу письмо с очередным отказом, в котором заявил, что в отношении Душанского нельзя применять исключения по преследованию лиц, осуществлявших геноцид, так как инкриминируемые Душанскому преступления не были связаны с нацистским режимом. В письме Шитрит снова упомянул о том, что в Литве проживали высокопоставленные сотрудники НКГБ — МВД — МГБ, против которых не возбуждались дела. Литовские власти, комментируя этот список, заявляли, что все упомянутые Израилем лица не участвовали в каких-либо операциях: по словам Главного прокурора службы специальных расследований Генпрокуратуры Литвы Римвидаса Валянтукявичюса, в этом списке значилось немало умерших людей, а некоторые из них родились только после войны; при этом роль некоторых лиц из списка подозреваемых уже была изучена. Израиль так и не удовлетворил ни один запрос Литвы об экстрадиции Душанского.

### Дело Ландсбергисов
В апреле 2000 года член литовского движения «Саюдис» Аудрюс Буткявичюс публично заявил, что Нахман Душанский якобы был куратором Витаутаса Ландсбергиса-старшего, активно сотрудничавшего с НКВД—МГБ—КГБ, и всей его семьи. Его сын Витаутас Ландсбергис-младший якобы был завербован спецслужбами ещё в 1955 году в Каунасе, а вербовку осуществил Душанский, согласно показаниям высокопоставленного сотрудника КГБ Литовской ССР Р. Сприндиса. Букявичюс утверждал, что Ландсбергис-младший позволил Душанскому выехать в Израиль в обмен на обещание не рассказывать о сотрудничестве семьи Ландсбергисов с советскими спецслужбами, поскольку боялся, что его политическая карьера будет разрушена, если эти сведения будут преданы огласке. Такое же заявление сделал Витаутас Петкявичюс в книге «Корабль дураков», критикуя деятельность обоих Ландсбергисов: те, в свою очередь, подали на него в суд, обвинив его в нескольких случаях клеветы — в том числе и в заявлениях о возможной вербовке. На одном из заседаний показания дал майор КГБ Литовской ССР Владас Гульбинас, который предложил истцам лично связаться с Душанским, чтобы тот ответил на вопросы о возможном сотрудничестве. Он уверял, что Душанскому не нужно выезжать из страны и что заверенный израильским нотариусом перевод его письменных показаний можно будет приобщить к суду. Истцы в итоге оставили предложение Гульбинаса без ответа и больше к теме их возможного сотрудничества с КГБ не возвращались.

## Смерть и память
В своём последнем интервью, данному Григорию Койфману для проекта «Я помню», Душанский категорически отверг все обвинения в массовых убийствах, выдвинутые в его адрес литовской прокуратурой. Он обвинил литовские власти в следовании «двойным стандартам» при возбуждении уголовных дел за советскую пропаганду и отказе от преследования литовских коллаборационистов, причастных к убийствам евреев. Он высказывал сомнения в том, что суд, признавший Пятраса Расланаса виновным в массовых убийствах в Райняйском лесу, действительно установил истинную картину трагедии:

Я офицер и честно служил Советской власти, служил делу, в которое верил, воевал с бандгруппами убийц и карателей, воевал с нацистскими пособниками — холуями. […] Что произошло на самом деле под Райняем, на чьей совести эти жертвы? — я точно не знаю, и до сих пор лично не уверен, что суд, заочно осудивший за трагедию в Райняе моего товарища Расланаса, во всем разобрался полностью и объективно, и что ему не «всучили» сфабрикованные документы и «подставных свидетелей».

Нахман Ноахович Душанский скончался 16 февраля 2008 года в Хайфе, о чём на следующий день сообщил историк Дов Левин. Он был похоронен в том же городе на кладбище Сде Йегошуа (участок K1, ряд 11, место 21).
В дальнейшем имя Душанского неоднократно упоминалось в литовской прессе: в 2016 году литовская писательница Рута Ванагайте совместно с Эфраимом Зуроффом выпустила книгу «Наши» о Холокосте в Литве и о преступлениях литовских националистов против евреев. Ряд националистических деятелей презрительно стал называть писательницу «Душанскене», упрекая её в отстаивании тезисов Душанского и расценивая утверждения из её книги как клевету. В самой книге Ванагайте утверждала, что в литовском обществе сложилось мнение о причастности «евреев-энкавэдэшников» к расстрелам в Райняйском лесу, чем оправдывались все последующие расправы над евреями.
В 2019 году историк и депутат Сейма Литвы Арвидас Анушаускас направил открытое письмо к Эфраиму Зуроффу, в котором обвинил Душанского в попытке возложить ответственность за убийство евреев на Юозаса Лукшу и Адольфаса Раманаускаса. Анушаускас заявил, что имена всех причастных к преступлениям Холокоста в Литве были давно установлены и что среди них никогда не упоминалась фамилия Раманаускаса.

## Награды
- Орден Ленина (1967)[2]
- Орден Отечественной войны I степени (1945)[2]
- Орден Отечественной войны I степени (24 августа 1949) — за успешное выполнение специального задания Правительства[54]
- Орден Отечественной войны II степени (1947)[2]
- Медаль «За отвагу» (1946)[2]
- Орден Красной Звезды[источник не указан 160 дней]

## Комментарии
1. ↑  Встречается написание фамилии Душанскис в ряде документов
2. ↑  По мнению историка Александра Дюкова, Душанский имел в виду тексты трёх разных антисоветских листовок — листовки «Отмена гостеприимства евреям», листовки «Агитационного центра освобождения Литвы» (с упоминанием поддержки Гитлера и гитлеровской Германии) и листовки «Литовского информационного бюро в Берлине»[9], начинавшейся со слов «Дорогие угнетённые братья!» и подписанной 19 марта 1941 года. В самом раннем варианте последней листовки действительно присутствовали слова «Предателя простят только в том случае, если он докажет, что ликвидировал хоть одного еврея»[10]. Позже на основе этой листовки были выпущены ещё три варианта, два из которых датировались 1945 годом и в них уже говорилось о войне СССР против Великобритании. В одном из этих вариантов была немного изменённая фраза: «Предатель только тогда будет прощен, когда докажет, что он ликвидировал хотя бы одного еврея или буйного коммуниста»[11].
3. ↑  4-е управление МВД Литовской ССР было секретно-политическим[18], занималось розыском военных преступников[6].
4. ↑  4-е управление КГБ Литовской ССР было секретно-политическим[19].
5. ↑  2-й отдел КГБ Литовской ССР (с 1960 года — Управление) занимался контрразведкой[20].
6. ↑  Убит при попытке задержания 4 сентября 1951 года
7. ↑  Арестован 30 мая 1953 года, расстрелян по приговору суда 26 ноября 1954 года
8. ↑  Арестован 11 октября 1956 года, приговорён к смертной казни 25 сентября 1957 года, расстрелян 29 ноября 1957 года
9. ↑  Профессор Людас Труска[лит.] приписывал Адольфасу Раманаускасу призыв 1952 года к «лесным братьям» сложить оружие и выйти из лесов. По словам Душанского, это обращение произнёс однофамилец лидера «лесных братьев» — католический епископ, который уже арестовывался органами госбезопасности[1].
10. ↑  Должность 1-го заместителя КГБ при СМ Литовской ССР полковник Синицын занимал с 26 марта 1954 по 5 сентября 1959 года[25].
11. ↑  5-й отдел КГБ Литовской ССР был образован на базе 2-го отдела 2-го управления, занимался борьбой с идеологической диверсией[29].
12. ↑  17 марта 1965 года майор Душанский руководил оперативно-войсковой операцией в деревне Папишкю Утянского района против деятеля литовского антисоветского подполья Антанаса Крауялиса, скрывавшегося в доме у свояка Антанаса Пинкявичюса. Однако есть версия, что Крауялис застрелился в той операции, а не был убит оперативниками[35].
13. ↑  Бурков упомянут в других источниках как Шимон Берков[39].